# John Bromwich
John Edward Bromwich (ur. 14 listopada 1918 w Kogarah, zm. 21 października 1999 w Geelong) – australijski tenisista, mistrz Australian Championships we wszystkich konkurencjach, zwycięzca Wimbledonu i U.S. National Championships w grze podwójnej i mieszanej, zdobywca Pucharu Davisa.

## Kariera tenisowa
Bromwich był tenisistą, który potrafił grać obiema rękami.
Startując w Australian Championships (obecnie Australian Open) wygrał wszystkie konkurencje. W grze pojedynczej triumfował w latach 1939 1946 i dodatkowo 4 razy grał w finale. W deblu w latach 1937–1951 grał we wszystkich finałach (1941–1945 turniej nie odbywał się z powodu II wojny światowej), z których w 8 zwyciężył. W grze mieszanej był najlepszy w 1938 roku. Ponadto grał w 4 finałach.
Na Wimbledonie Bromwich dotarł w 1948 roku do finału singla. W grze podwójnej triumfował w 1948 i 1950 roku, a w mikście wygrywał w 1947 i 1948 roku. Był także w 1949 roku w finale.
Występując w U.S. National Championships (obecnie US Open) Australijczyk został mistrzem gry podwójnej w 1939, 1949 i 1950 roku. Zwycięzcą zawodów był też w grze mieszanej, w 1947 roku. W 1938 roku osiągnął finał debla i miksta.
Dwukrotnie Bromwich wygrał rywalizację o Puchar Davisa, w latach 1939 i 1950, za każdym razem pokonując reprezentację Stanów Zjednoczonych. 6 razy Australijczycy, w składzie z Bromwichem, przegrywali rundę finałową z Amerykanami. Bromwich zagrał w reprezentacji narodowej łącznie 51 meczów, z których w 39 zwyciężył.
W 1984 roku Bromwich uhonorowany został miejscem w Międzynarodowej Tenisowej Galerii Sławy.

### Finały w turniejach wielkoszlemowych

#### Gra pojedyncza (2–6)
| Końcowy wynik | Nr | Data | Turniej                             | Nawierzchnia | Przeciwnik     | Wynik finału            |
| ------------- | -- | ---- | ----------------------------------- | ------------ | -------------- | ----------------------- |
| Finalista     | 1. | 1937 | Australian Championships, Sydney    | Trawiasta    | Vivian McGrath | 3:6, 6:1, 0:6, 6:2, 1:6 |
| Finalista     | 2. | 1938 | Australian Championships, Adelaide  | Trawiasta    | Don Budge      | 4:6, 2:6, 1:6           |
| Zwycięzca     | 1. | 1939 | Australian Championships, Melbourne | Trawiasta    | Adrian Quist   | 6:4, 6:1, 6:3           |
| Zwycięzca     | 2. | 1946 | Australian Championships, Adelaide  | Trawiasta    | Dinny Pails    | 5:7, 6:3, 7:5, 3:6, 6:2 |
| Finalista     | 3. | 1947 | Australian Championships, Sydney    | Trawiasta    | Dinny Pails    | 6:4, 4:6, 6:3, 5:7, 6:8 |
| Finalista     | 4. | 1948 | Australian Championships, Melbourne | Trawiasta    | Adrian Quist   | 4:6, 6:3, 3:6, 6:2, 3:6 |
| Finalista     | 5. | 1948 | Wimbledon, Londyn                   | Trawiasta    | Bob Falkenburg | 5:7, 6:0, 2:6, 6:3, 5:7 |
| Finalista     | 6. | 1949 | Australian Championships, Adelaide  | Trawiasta    | Frank Sedgman  | 3:6, 2:6, 2:6           |

#### Gra podwójna (13–3)
| Końcowy wynik | Nr  | Data | Turniej                                | Nawierzchnia | Partner       | Przeciwnicy                       | Wynik finału             |
| ------------- | --- | ---- | -------------------------------------- | ------------ | ------------- | --------------------------------- | ------------------------ |
| Finalista     | 1.  | 1937 | Australian Championships, Sydney       | Trawiasta    | Jack Harper   | Adrian Quist Don Turnbull         | 6:2, 9:7, 1:6, 6:8, 6:4  |
| Zwycięzca     | 1.  | 1938 | Australian Championships, Adelaide     | Trawiasta    | Adrian Quist  | Gottfried von Cramm Henner Henkel | 7:5, 6:4, 6:0            |
| Finalista     | 2.  | 1938 | U.S. National Championships, Nowy Jork | Trawiasta    | Adrian Quist  | Don Budge Gene Mako               | 3:6, 2:6, 1:6            |
| Zwycięzca     | 2.  | 1939 | Australian Championships, Melbourne    | Trawiasta    | Adrian Quist  | Colin Long Don Turnbull           | 6:4, 7:5, 6:2            |
| Zwycięzca     | 3.  | 1939 | U.S. National Championships, Nowy Jork | Trawiasta    | Adrian Quist  | Jack Crawford Harry Hopman        | 8:6, 6:1, 6:4            |
| Zwycięzca     | 4.  | 1940 | Australian Championships, Sydney       | Trawiasta    | Adrian Quist  | Jack Crawford Vivian McGrath      | 6:3, 7:5, 6:1            |
| Zwycięzca     | 5.  | 1946 | Australian Championships, Adelaide     | Trawiasta    | Adrian Quist  | Max Newcombe Leonard Schwartz     | 6:3, 6:1, 9:7            |
| Zwycięzca     | 6.  | 1947 | Australian Championships, Sydney       | Trawiasta    | Adrian Quist  | Frank Sedgman George Worthington  | 6:1, 6:3, 6:1            |
| Zwycięzca     | 7.  | 1948 | Australian Championships, Melbourne    | Trawiasta    | Adrian Quist  | Colin Long Frank Sedgman          | 1:6, 3:6, 8:6, 6:3, 8:6  |
| Zwycięzca     | 8.  | 1948 | Wimbledon, Londyn                      | Trawiasta    | Frank Sedgman | Tom Brown Gardnar Mulloy          | 5:7, 7:5, 7:5, 9:7       |
| Zwycięzca     | 9.  | 1949 | Australian Championships, Adelaide     | Trawiasta    | Adrian Quist  | Geoff Brown Bill Sidwell          | 6:8, 7:5, 6:2, 6:3       |
| Zwycięzca     | 10. | 1949 | U.S. National Championships, Nowy Jork | Trawiasta    | Bill Sidwell  | Frank Sedgman George Worthington  | 6:4, 6:0, 6:1            |
| Zwycięzca     | 11. | 1950 | Australian Championships, Melbourne    | Trawiasta    | Adrian Quist  | Jaroslav Drobný Eric Sturgess     | 6:3, 5:7, 4:6, 6:3, 8:6  |
| Zwycięzca     | 12. | 1950 | Wimbledon, Londyn                      | Trawiasta    | Adrian Quist  | Geoff Brown Bill Sidwell          | 7:5, 3:6, 6:3, 3:6, 6:2  |
| Zwycięzca     | 13. | 1950 | U.S. National Championships, Nowy Jork | Trawiasta    | Frank Sedgman | Gardnar Mulloy Bill Talbert       | 7:5, 8:6, 3:6, 6:1       |
| Finalista     | 3.  | 1951 | Australian Championships, Melbourne    | Trawiasta    | Adrian Quist  | Ken McGregor Frank Sedgman        | 9:11, 6:2, 3:6, 6:4, 3:6 |

#### Gra mieszana (4–6)
| Końcowy wynik | Nr | Data | Turniej                                | Nawierzchnia | Partnerka         | Przeciwnicy                    | Wynik finału    |
| ------------- | -- | ---- | -------------------------------------- | ------------ | ----------------- | ------------------------------ | --------------- |
| Zwycięzca     | 1. | 1938 | Australian Championships, Adelaide     | Trawiasta    | Margaret Wilson   | Nancye Wynne Bolton Colin Long | 6:3, 6:2        |
| Finalista     | 1. | 1938 | U.S. National Championships, Nowy Jork | Trawiasta    | Thelma Coyne Long | Alice Marble Don Budge         | 1:6, 2:6        |
| Finalista     | 2. | 1939 | Australian Championships, Melbourne    | Trawiasta    | Margaret Wilson   | Nell Hall Hopman Harry Hopman  | 8:6, 2:6, 3:6   |
| Finalista     | 3. | 1946 | Australian Championships, Adelaide     | Trawiasta    | Joyce Fitch       | Nancye Wynne Bolton Colin Long | 0:6, 4:6        |
| Finalista     | 4. | 1947 | Australian Championships, Sydney       | Trawiasta    | Joyce Fitch       | Nancye Wynne Bolton Colin Long | 3:6, 3:6        |
| Zwycięzca     | 2. | 1947 | Wimbledon, Londyn                      | Trawiasta    | Louise Brough     | Nancye Wynne Bolton Colin Long | 1:6, 6:4, 6:2   |
| Zwycięzca     | 3. | 1947 | U.S. National Championships, Nowy Jork | Trawiasta    | Louise Brough     | Gussie Moran Pancho Segura     | 6:3, 6:1        |
| Zwycięzca     | 4. | 1948 | Wimbledon, Londyn                      | Trawiasta    | Louise Brough     | Doris Hart Frank Sedgman       | 6:2, 3:6, 6:3   |
| Finalista     | 5. | 1949 | Australian Championships, Adelaide     | Trawiasta    | Joyce Fitch       | Doris Hart Frank Sedgman       | 1:6, 8:6, 10:12 |
| Finalista     | 6. | 1949 | Wimbledon, Londyn                      | Trawiasta    | Louise Brough     | Sheila Summers Eric Sturgess   | 7:9, 11:9, 5:7  |